# کارزار یک‌صد گل

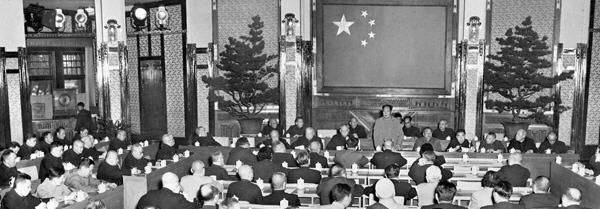
مائو تسه تونگ در کنفرانس عالی دولتی، در 2 مه 1956، زمانی که مائو اعلام کرد: "سیاست اجازه دادن به شکوفه دادن صد گل و مبارزه صدها مکتب فکری برای ترویج شکوفایی هنر و پیشرفت علم طراحی شده است".

کارزار یک‌صد گل که جنبش یک‌صد گل هم خوانده می‌شود، دوره‌ای در سال ۱۹۵۶ در جمهوری خلق چین است، که در طول آن، حزب کمونیست چین، شهروندان این کشور را ترغیب به ابراز آزادانهٔ دیدگاه‌های‌شان دربارهٔ حکومت کمونیستی این کشور می‌کرد. در این دوره، دیدگاه‌ها و راه‌حل‌های گوناگون دربارهٔ سیاست‌گذاری ملی، برمبنای اظهارنظر مشهور رهبر حزب کمونیست، مائو تسه‌تونگ، تشویق می‌شدند: «سیاست اجازه‌دادن به شکفتن یک‌صد گل و یک‌صد مکتب فکری رقیب، برای ترویج شکوفایی هنرها و پیش‌رفت علم طراحی شده‌است». پس از دورهٔ کوتاهی از آزادسازی، مائو ناگهان خط‌مشی را تغییر داد. سرکوب، در طول سال ۱۹۵۷، به‌عنوان یک کارزار ضدراست‌گرایی، علیه کسانی که منتقد حکومت و ایدئولوژی آن بودند، ادامه یافت. مائو در این زمان خاطرنشان کرد که او «مارها را به خروج از غارهای‌شان اغواء کرده‌بود».
از بخش نخست نقل‌قول مائو معمولاً به‌عنوان «بگذار یک‌صد گل بشکفد» یاد می‌شود. این عبارت برای ارجاع به کارزاری هم‌آهنگ برای قلع‌وقمع مخالفان، با تشویق آنان به‌نمایش خود به‌عنوان منتقد حکومت، و متعاقباً زندانی‌کردن‌شان، استفاده می‌شود. چنین دیدگاهی توسط نویسندگانی نظیر کلیو جیمز و جانگ چنگ حمایت می‌شود، که فرض می‌کنند کارزار یک‌صد گل، از همان آغاز، فریبی برای افشاکردن راست‌گرایان و ضدانقلاب‌ها بود، و مائو تسه‌تونگ به‌دنبال آزار کسانی بود که دیدگاه‌های‌شان مغایر حزب بود.
پزشک خصوصی مائو، لی ژیسوی، اشاره می‌کند که این کارزار «یک قمار بود، که بر این محاسبه بنا شده‌بود که شمار ضدانقلاب‌های واقعی اندک است، شورشیانی مانند هو فِنگ که به‌طور دائمی مرعوب شده‌اند، و دیگر روشن‌فکران، با پِی‌رَوی از راه‌نمایی‌های مائو، تنها علیه مردم و رویّه‌هایی سخن می‌گویند که خودِ مائو بیش از همه به‌دنبال اصلاح آن‌ها بود». تنها زمانی که انتقادها شروع به توجه به شخص مائو کرد، او اقدام به سرکوب جنبش یک‌صد گل و مجازات برخی شرکت‌کنندگان در آن کرد.
سرکوب ایدئولوژیکی که به‌دنبال شکست کارزار آمد، راست‌کیشی مائوییستی را بر اظهارات عمومی تحمیل کرد، و جنبش ضدراست‌گرایی را تسریع کرد.